# De Werf (televisieprogramma)
De Werf is een Vlaamse reality-reeks over het bouwen van een villa ter waarde van 500.000 euro. De serie wordt gepresenteerd door Francesca Vanthielen.

## Seizoen 1
Gedurende het programma wordt in 13 weken een villa gebouwd in het landelijke Nieuwerkerken samen met 12 koppels, een aannemer en enkele vakmensen. De leeftijden van de koppels variëren van jonge twintigers tot 50-plussers. Door overleg met de verschillende koppels proberen ze te bepalen hoe hun droomvilla er moet uitzien.
In de 13 weken die ze samen doorbrengen krijgt ieder koppel een container. Elke week wordt er iemand als leider aangeduid voor het bepalen van de opdrachten. Bij het einde van de week wordt door een stemming beslist wie de werf moet verlaten. Dit gebeurt elke week totdat er 2 koppels overblijven. Deze koppels spelen de grote finale op 25 november die rechtstreeks wordt uitgezonden vanuit Nieuwerkerken.
Voordat ze de finale spelen moeten de 2 koppels naar hun woonplaats teruggaan om alle spullen in te laden in de verhuiswagen om daarna naar Nieuwerkerken te rijden.
De winnaars van de eerste reeks werden Nele & Fanny. Het resultaat werd bekendgemaakt tijdens een live-uitzending in Nieuwerkerken. Er werden meer dan 600.000 stemmen gegeven.

### Deelnemers
- Glenn & Sandra
- Michel & Bieke
- Bert & Margriet
- Yvan & Rita
- Hans & Nancy
- Fernand & Gemma
- Eric & Annie
- Sam & Angelique
- Johny & Christine
- Joel & Felicia
- Nele & Fanny
- Peter & Lila

## Seizoen 2
Vanaf 10 maart 2006 volgt op VTM de tweede reeks van de Werf. Ditmaal is het 'toekomstig' huis 600.000 euro waard en wordt het huis door slechts 10 koppels gebouwd. De locatie in het tweede seizoen is Genk. Het tweede seizoen is minder populair dan het eerste seizoen met ongeveer 600.000 kijkers per aflevering. Het wordt uitgezonden op woensdag en vrijdag.
De winnaars van deze tweede reeks zijn het jongste koppel Jeroen en Kelly geworden. De finale werd gespeeld door hen en Tessa en Bart.

### Deelnemers
- Leen & Taher
- Jeroen & Kelly
- Stef & Maggy
- Greet & Kris
- Francky & Marc
- France & Kris
- Tessa & Bart
- Ilse & Michel
- Emmy & Roger
- Dominique & Nico

## De Werf in het buitenland
Nederland: De Bouw